# Stein (polder)
Polder Stein is een polder en een voormalig waterschap in de Nederlandse provincie Zuid-Holland, in de gemeenten Reeuwijk en Haastrecht. Tot 1857 was het polderbestuur feitelijk een onderdeel van het Hoofddijkbestuur Stein en Willens, daarna was het een inliggend waterschap van het Hoogheemraadschap van Rijnland en werd in 1979 bij De Gouwelanden gevoegd.
Het waterschap was verantwoordelijk voor de vervening, drooglegging en de waterhuishouding in het gebied.
Het poldergebied is nog vrijwel onbebouwd.